# God zij met ons Suriname
God zij met ons Suriname ou Opo Kondreman é o hino nacional do Suriname. Foi oficializado por uma ordem governamental e adotado no dia 15 de Dezembro de 1959.

## Bilingüismo
O hino nacional surinamês é bilíngüe, por isso, tem duas denominações e as duas são oficiais e reconhecidas em todo território nacional. Suas estrofes são escritas nos idiomas holandês e surinamês. E cada uma tem seu próprio contexto.
Antes da conclusão e oficialização da versão vigente, o Conselho dos Ministros do Suriname sugeriu que houvesse uma reforma na letra aprovada em 1853 (anterior à vigente), que até então era todo escrita em holandês. O corpo da canção foi alterado: o texto em holandês foi contraído de quatro para uma estrofe; e, uma nova estrofe, em língua surinamesa (a mais popular do Suriname), foi adicionada em reconhecimento da cultura e do povo nativo e apego ao território. Após essa reforma, o hino nacional foi concluído e é cantado nas cerimônias pátrias, escolas e eventos desportivos, políticos e culturais.

## Composição

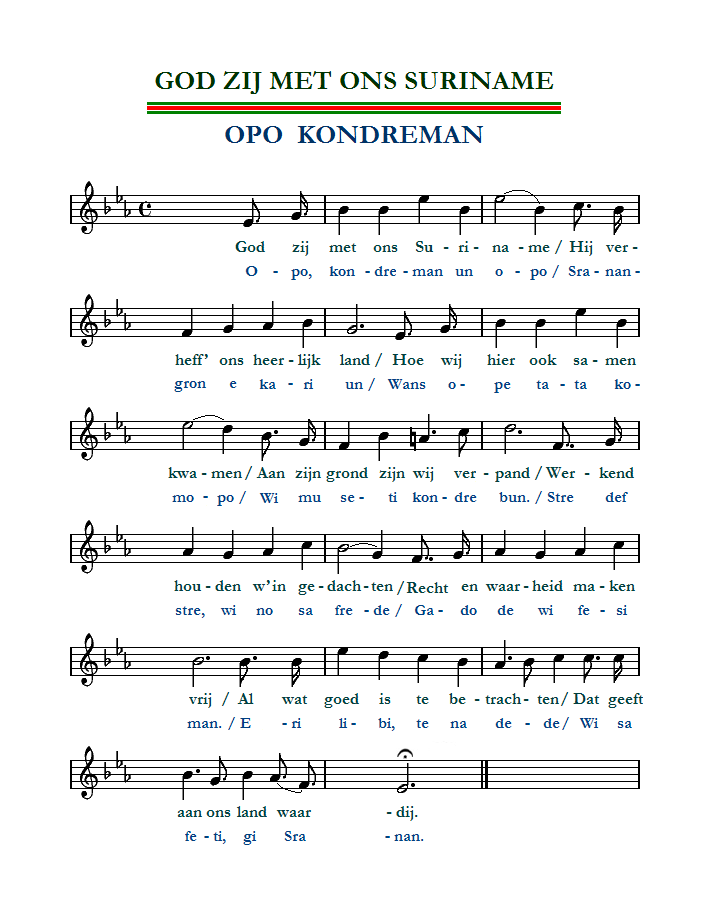
Cifra musical do Cântico Surinamês

A versão atual do hino nacional surinamês é composta por duas estrofes, as quais, com seus primeiros versos denominam-no: God zij met ons Suriname  (Deus esteja com nosso Suriname) é o primeiro verso da primeira estrofe; Opo Kondreman (Elevais filhos da nação) é o primeiro verso da segunda estrofe.

### Primeira Estrofe
A primeira estrofe, em holandês, foi escrita em 1898, pelo pastor luterano Cornelis Atses Hoekstra (1818 — 1847). Ao escrever sua obra, Hoekstra baseou-se da versão anterior do hino, outra obra oficial sua.
| Em holandês (versão oficial) | Em surinamês (tradução) | Em português (tradução) |
| --- | --- | --- |
| God zij met ons Suriname Hij verheff’ ons heerlijk land! Hoe wij hier ook samen kwamen Aan zijn grond zijn wij verpand. Werkend houden w’ in gedachten Recht en waarheid maken vrij Al wat goed is te betrachten Dat geeft aan ons land waardij! | Gado de nanga unu Sranan A kweki unu switi gron! Sofasi wi doro kamandra dya Wi sa panti na disi doti. Wi o wroko abi ini endesei Wèt nanga tru maki un fri Ala den bun de warti Dati gi warti na kondre bun! | Deus esteja com nosso Suriname Ele elevou nossa maravilhosa terra! Sem embargo viemos até aqui juntos Estamos dedicados a este país. Trabalhando tenhamos em mente Justiça e verdade nos fazem livres Tudo o que é bom prezemos Para que valorize nossa terra! |

### Segunda Estrofe
A segunda estrofe, em  surinamês, foi escrita pelo poeta neorromântico Trefossa (pseudônimo de Henri Frans de Ziel, 1916 — 1975) à ordem do Governo do Estado do Suriname e aprovada pelo ministro Frank Essed (1919 — 1988), ficando pronta no mesmo ano em que God zij met ons Suriname veio a ser oficial, em 1959.
| Em surinamês (versão oficial) | Em holandês (tradução) | Em português (tradução) |
| --- | --- | --- |
| Opo, kondreman un opo Sranangron e kari un Wans ope tata komopo Wi mu seti kondre bun. Stre def stre, wi no sa frede Gado de wi fesiman. Eri libi, te na dede Wi sa feti, gi Sranan. | Op, landgenoten staat op De Surinaamse grond roept u U bent van waar de voorouders kwamen Wij moeten het land opbouwen. Strijd de strijd, wij zullen niet angst God is onze leidsman. Heel ons leven, tot de dood Zullen wij strijden, voor Suriname. | Elevais, filhos da nação elevais O solo do Suriname vos chama Sois de onde são vossos antepassados Devemos cuidar da nossa terra. Luta a luta, não temeremos Deus é nosso líder. Por toda a nossa vida, até à morte Lutaremos, pelo Suriname. |

### Melodia
A melodia, mantida desde a versão anterior, foi composta em 1876, pelo músico Johannes Corstianus De Puy (1835 — 1924). A princípio, a melodia seria a composição Welkom (Bem-vindo), de Johannes Nicolaas Helstone (1853 — 1927), mas foi revogada pelo Governo Surinamês.

## Versão Anterior
A primeira verão oficial de  God zij met ons Suriname (cuja primeira estrofe é Suriname’s Trotsche Stroomen) fora o primeiro hino nacional do Suriname. Sua melodia é ainda utilizada na versão atual e seu texto foi escrito, em 1893, por Hoekstra.
Foi oficial no período de 1893 até 1959. Depois, sua letra foi modificada e recebeu também a denominação de Opo Kondreman.

## Modificações
Eis a letra do hino ancestral:
| Em holandês (versão oficial) | Em português (tradução) |
| --- | --- |
| Suriname’s trotsche stroomen, Suriname’s heerlijk land, Suriname’s fiere boomen, Trouw zijn wij aan u verpand. Mochten weer de vlotten varen, Dat de handel welig bloeie, Dat fabrieken welvaart baren, Dat hier alles welig groeie. God zij met ons Suriname Hij verheff’ ons heerlijk land! Doch dat elk zich dan ook schame Die zijn eere maakt te schand. Recht en waarheid te betrachten Zedelijk rein en vroom en vrij Al wat slecht is te verachten Dat geeft aan ons land waardij! | Rios brilhantes do Suriname, Terra maravilhosa do Suriname, Árvores épicas do Suriname, Juramos fidelidade a vós. Que perdure nossas frotas de barcas, A fazer nosso comércio prosperar, Que as plantas tragam vigorosidade, Que tudo cresça de forma exuberante. Deus esteja com nosso Suriname Ele elevou a nossa maravilhosa terra! Que cada um seja portanto humilde Para fazer sua homenagem com humildade. Direito e verdade sejão exercidos Moral piedosa, pura e livre Tudo o que é mau desprezemos Para que valorize nossa terra! |

Novo Cântico
Meados a independência, o Conselho de Ministro do país ordenou a confecção dos símbolos pátrios: cria-se a bandeira e o hino comemorativo, ambos ainda vigentes. Para o novo cântico: preservou-se a melodia de Corstianus; a Hoekstra, solicitara para reescrever sua letra que tinha algumas conotações negativas; após os novos versos revistos, ordenara a Trefossa para reger versos no idioma surinamês, afim de selar a união do povo nativo com o território. Remove-se os primeiros versos ( Suriname’s trotsche stroomen, / Suriname’s heerlijk land, / Suriname’s fiere boomen, / Trouw zijn wij aan u verpand. / Mochten weer de vlotten varen, / Dat de handel welig bloeie, / Dat fabrieken welvaart baren, / Dat hier alles welig groeie. ) e adiciona-se, no final, os versos em surinamês ( Opo, kondreman un opo / Sranangron e kari un / Wans ope tata komopo / Wi mu seti kondre bun. / Stre def stre, wi no sa frede / Gado de wi fesiman. / Eri libi, te na dede / Wi sa feti, gi Sranan. ), tornando bilingüe o atual hino.
A estrofe, em neerlandês, mantida desde a primeira versão, sofreu as seguintes alterações:
| God zij met ons Suriname Hij verheff’ ons heerlijk land! Doch dat elk zich dan ook schame Die zijn eere maakt te schand. Recht en waarheid te betrachten Zedelijk rein en vroom en vrij Al wat slecht is te verachten Dat geeft aan ons land waardij! | God zij met ons Suriname Hij verheff’ ons heerlijk land! Hoe wij hier ook samen kwamen Aan zijn grond zijn wij verpand. Werkend houden w’ in gedachten Recht en waarheid maken vrij Al wat goed is te betrachten Dat geeft aan ons land waardij! |

Em cor azul, os versos preservados; em vermelho, os versos excluídos; em laranja, substituídos; e, em verde, os versos acoplados.

## Textos
| CÂNTICO SURINAMÊS ( Oficial ) | GOD ZIJ MET ONS SURINAME ( tradução holandesa ) | OPO KONDREMAN ( tradução surinamesa ) | FILHOS DA NAÇÃO ( tradução portuguesa ) |
| --- | --- | --- | --- |
| God zij met ons Suriname Hij verheff’ ons heerlijk land! Hoe wij hier ook samen kwamen Aan zijn grond zijn wij verpand. Werkend houden w’ in gedachten Recht en waarheid maken vrij Al wat goed is te betrachten Dat geeft aan ons land waardij! Opo, kondreman un opo Sranangron e kari un Wans ope tata komopo Wi mu seti kondre bun. Stre def stre, wi no sa frede Gado de wi fesiman. Eri libi, te na dede Wi sa feti, gi Sranan. | God zij met ons Suriname Hij verheff’ ons heerlijk land! Hoe wij hier ook samen kwamen Aan zijn grond zijn wij verpand. Werkend houden w’ in gedachten Recht en waarheid maken vrij Al wat goed is te betrachten Dat geeft aan ons land waardij! Op, landgenoten staat op De Surinaamse grond roept u U bent van waar de voorouders kwamen Wij moeten het land opbouwen. Strijd de strijd, wij zullen niet angst God is onze leidsman. Heel ons leven, tot de dood Zullen wij strijden, voor Suriname. | Gado de nanga unu Sranan A kweki unu switi gron! Sofasi wi doro kamandra dya Wi sa panti na disi doti. Wi o wroko abi ini endesei Wèt nanga tru maki un fri Ala den bun de warti Dati gi warti na kondre bun! Opo, kondreman un opo Sranangron e kari un Wans ope tata komopo Wi mu seti kondre bun. Stre def stre, wi no sa frede Gado de wi fesiman. Eri libi, te na dede Wi sa feti, gi Sranan. | Deus esteja com nosso Suriname Ele elevou nossa maravilhosa terra! Sem embargo viemos até aqui juntos Estamos dedicados a este país. Trabalhando tenhamos em mente Justiça e verdade nos fazem livres Tudo o que é bom prezemos Para que valorize nossa terra! Elevais, filhos da nação elevais O solo do Suriname vos chama Sois de onde são vossos antepassados Devemos cuidar da nossa terra. Luta a luta, não temeremos Deus é nosso líder. Por toda a nossa vida, até à morte Lutaremos, pelo Suriname. |

## Em outros idiomas
Por causa da variedade étnica que existe no Suriname, muitos de seus cidadãos são multilíngües. Com isso, o hino nacional pode oferecer outras versões, sendo elas não oficiais.

### Denominações
Oficiais
- Neerlandês: God zij met ons Suriname
- Surinamês: Opo Kondreman

Não Oficiais
- Alemão: Gott sei mit unserm Suriname
- Espanhol: Dios esté con nuestro Surinam
- Francês: Dieu soit avec nôtre Surinam
- Indonésio: Tuhan bersama Suriname kita
- Inglês: God be with our Suriname
- Italiano: Dio sta con nostro Suriname
- Javanês: Sang Pangéran Moga Nulungi Awaké Dhéwé Suriname
- Português: Deus esteja com nosso Suriname